# Емпіричний зв'язок
У науці емпіричний зв'язок або феноменологічний зв'язок — це співвідношення або кореляція, яка підтримується експериментом та спостереженням, але не обов'язково підтримується теорією .

## Аналітичні рішення без теорії
Емпіричний зв'язок підтверджується даними, незалежно від теоретичної бази, наприклад як перші принципи . Іноді зустрічаються теоретичні пояснення того, що було спочатку емпіричними зв'язками, і в цьому випадку зв'язки вже не вважаються емпіричними. Прикладом була формула Рідберґа для прогнозування спектральних довжин хвиль водню. Запропонованау 1876 році, вона чудово передбачила довжину хвиль серії Лаймана, але не вистачало теоретичної основи, поки Нільс Бор не створив свою модель атома Бора в 1925 році.
Іноді те, що вважалося емпіричним фактором, згодом вважається фундаментальною фізичною константою.[джерело?]

## Наближення
Деякі емпіричні зв'язки — це лише наближення, часто еквівалентне до перших кількох доданків ряду Тейлора, що описують явище. Інші зв'язки мають місце лише за певних конкретних умов, зводячи їх до особливих випадків більш загальних зв'язків. Деякі наближення, зокрема феноменологічні моделі, можуть навіть суперечити теорії; їх використовують, оскільки вони є більш математичними, ніж деякі теорії, і здатні надати результати.
Емпіричною формулою називається математичне рівняння, отримане за допомогою підбору функціональної залежності та її коефіцієнтів, засновуючись виключно на експериментальних даних. Така формула на момент виведення не має відомого теоретичного обґрунтування. Зокрема, розмірності величин, що використовуються в таких формулах, не обов'язково відповідають один одному. Іншою характерною особливістю емпіричних формул часто буває наявність емпіричних коефіцієнтів — спеціально підібраних параметрів емпіричної формули.
Емпіричні формули широко поширені в прикладних дослідженнях, також вони з'являються в галузях науки, що швидко розвиваються, але в цьому випадку вони з часом замінюються точними формулами при накопиченні достатньої кількості знань. Одним таким прикладом є формула Рідберґа, що дає довжини хвиль спектральних ліній водню. Запропонована в 1888 році, вона чудово передбачала довжини хвиль лайманівської серії, хоча пояснення ефекту прийшло пізніше, з появою моделі Бора та, остаточно, квантової механіки.
Інші відомі приклади емпіричних формул включали:
- Рівняння Арреніуса
- Закони Фіка
- Границя Роша
- Закони економетрики
- Правило Тіциуса — Боде